# Maurice Sarrail
Maurice-Paul-Emmanuel Sarrail (Carcassonne, 6 april 1856 – Parijs, 23 maart 1929) was een Frans generaal in de Eerste Wereldoorlog.

## Eerste Wereldoorlog
In 1914 was hij bevelhebber van het 3de Franse leger in de Ardennen, in het begin had hij succes maar naarmate de verliezen groter en de successen minder werden, greep Joseph Joffre, die hem persoonlijk niet mocht, de gelegenheid aan om hem te ontslaan. De politieke onrust die dit veroorzaakte leidde ertoe dat hij benoemd werd tot bevelhebber van het Franse leger in de Oriënt, dat in oktober 1915 werd uitgezonden naar Thessaloniki. In januari 1916 werd hij benoemd tot bevelhebber over de geallieerde troepen in de Macedonische campagne
Hier toonde Sarrail een alarmerende neiging zich in de politiek te mengen. Hij moedigde de Venizelisten aan om een staatsgreep tegen Koning Constantijn I van Griekenland te plegen. Zijn enige grote offensief eindigde in een mislukking, en alleen door zijn politieke contacten behield hij zijn functie. In december 1917 werd hij echter uit zijn functie ontheven door de nieuwe Franse premier, Georges Clemenceau. Hierna was de oorlog voor hem afgelopen.